# 辛亥革命
辛亥革命（しんがいかくめい）は、1911年（宣統3年）から1912年（民国元年）にかけて、中国（清）で発生した共和革命である。名称は、革命が勃発した1911年の干支である辛亥に因む。10月に孫文の影響を受けた革命軍が武昌と漢陽を武力制圧し、黎元洪を都督として中華民國軍政府鄂軍都督府が成立を宣言した。清国は革命軍の制圧に失敗し、15省が次々と独立を宣言した。1912年1月1日、南京で孫文が臨時大総統に就任して中華民国臨時政府を樹立し、2月12日には宣統帝（愛新覚羅溥儀）が退位し、清国は滅亡した。この結果、アジアにおいて史上初の独立した共和制国家である中華民国が誕生した。

## 概説

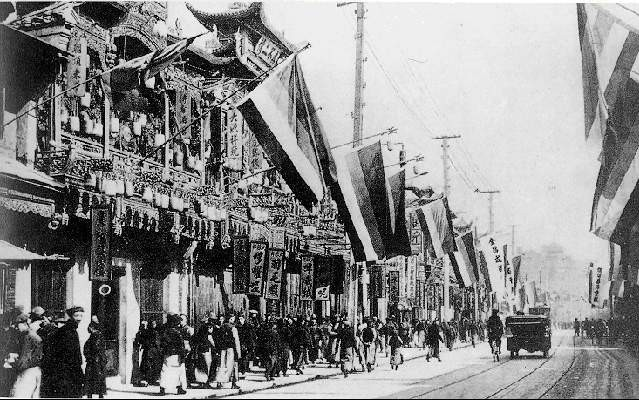
革命軍の占領下に入った上海の南京路。上海と中国北部の革命家が使用した五色旗が揚げられている。

清朝が打倒されて古代より続いた君主制が廃止され、共和制国家である中華民国が樹立された。勃発日の10月10日に因んで双十革命とも称される。また民国革命のなかで辛亥革命は第一革命とされ、袁世凱に鎮圧された第二革命、さらには護国戦争が第三革命として続く。
辛亥革命のスローガンは「駆除韃虜、恢復中華、創立民国、平均地権（清朝打倒、中華回復、民国樹立、地権平等）」。
狭義では、1911年10月10日夜に発生した武昌起義から、1912年2月12日の宣統帝（溥儀）の退位までの期間を指す。広義では、清末期からの一連の革命運動から中華民国成立までの、比較的長期間の政治的運動を示す。辛亥革命の理念と成果は、袁世凱を中心とする北洋政府により撤回され、地権平等も実現しなかった。この革命はアジアで初の共和制国家を樹立し、古代より続いた君主政の伝統を終わらせ中国の歴史に画期をもたらした。辛亥革命により元号は改められ、民国紀元が採用された。

## 背景

### 国情

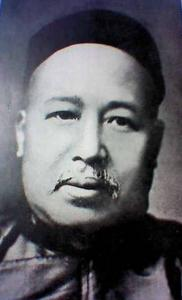
康有為

1840年（道光20年）のアヘン戦争により、清は欧米列強と外交で対峙する必要に迫られた。一部官僚と知識人により1860年代から1890年代にかけて洋務運動が発生、欧米の知識を導入して殖産興業・富国強兵を目指す政治活動が提唱された。しかし、清内部の自発的なこの運動では北宋より続いてきた文官偏重の伝統的な政治体制の改革は限定的なものに留まった。さらに、1894年（光緒20年）の日清戦争で日本に敗れた事で洋務運動の限界が露呈することになった。
これに対し、康有為を中心とする改革派は、日本の明治維新をモデルとして立憲君主制を維持しながら政治・社会制度に大幅な改革を求める内容の上奏を行い、1895年（光緒21年）、光緒帝の支持を獲得、1898年（光緒25年）に戊戌変法が実行に移された。しかし、急進的な改革は保守派の反発を招き、この改革はわずか103日で失敗、改革派は海外亡命を余儀なくされた。
1900年（光緒26年）に義和団の乱が発生、進駐した八カ国連合軍（オーストリア、フランス、ドイツ、イタリア、日本、ロシア、イギリス、アメリカ）によって北京が占領されるという事態が発生すると、それまで改革に慎重であった保守派の間にも改革の必要性がようやく認識され、戊戌変法と同様の改革案が提出・実行された。1906年（光緒31年）9月1日には憲政移行の方針を定めた『欽定憲法大綱』を発表し、1910年（宣統2年）には中国初の議会として、中央に資政院が、新疆省を除く各省には諮議局がそれぞれ発足。1911年（宣統3年）5月には内閣が設置されたが、内閣成員の半数が満洲人、内皇族が5名を占める皇族内閣であり、憲政移行を求める知識人の間に失望が広がった。

### 新軍編成

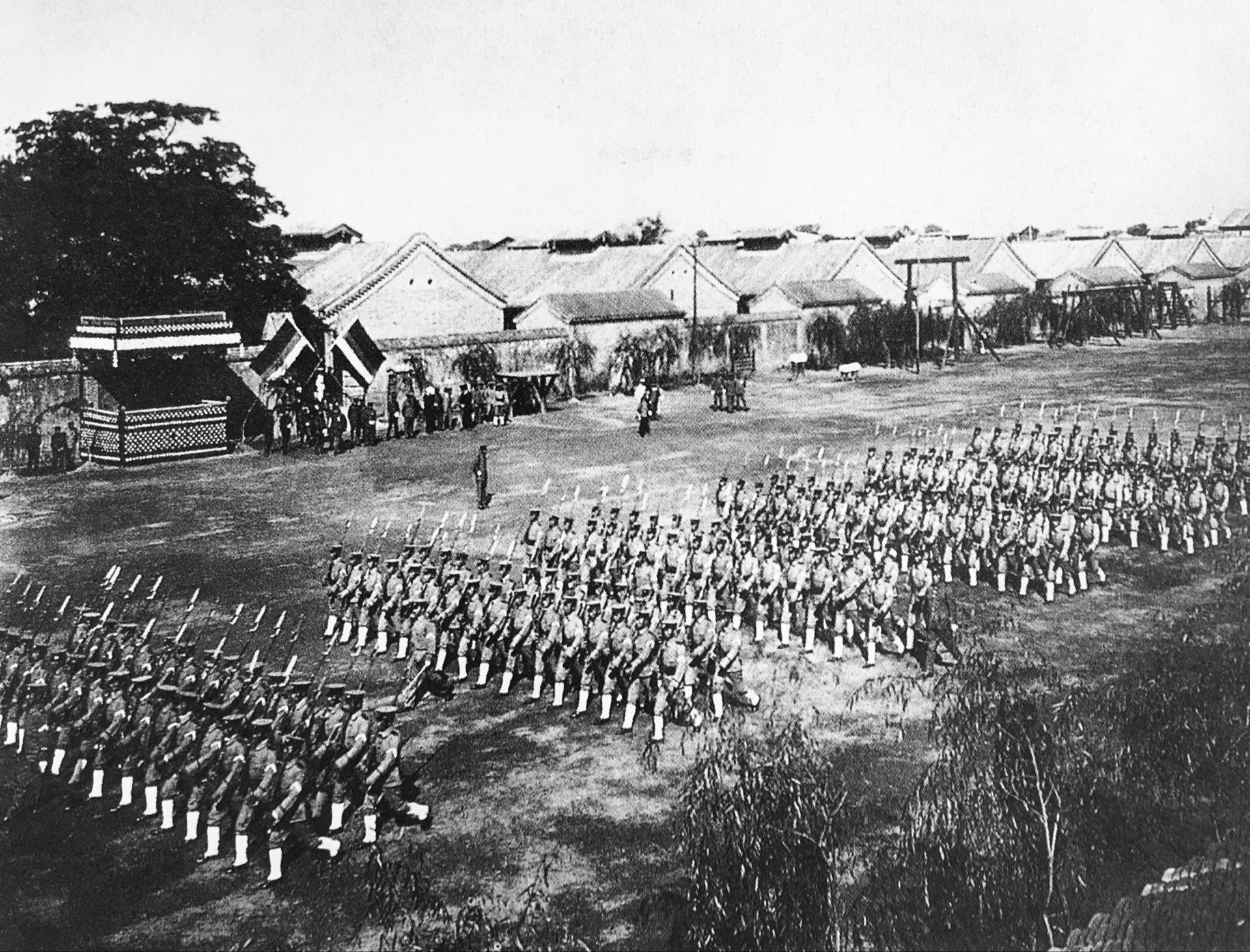
訓練を受ける北洋新軍

清末期には、八旗及び漢人緑営を主体とする清中央軍は実質的な戦力を喪失していた。太平天国鎮圧に際しては各地方の兵力に依拠し、日清戦争では旧式軍隊の落伍が顕在化した。清は軍事維持を目的に1901年（光緒27年）に陸軍の全面改革を実施、全国に新式陸軍36鎮を設置し、その内6鎮を朝廷直属とし他は各地方巡撫・総督の管轄とした。新式軍隊の幹部を養成するために各地に軍学堂が設置され、一部地域では留学生を軍官に積極的に採用するようになった。

### 反清思潮
清を構成する満洲人への反発は存在していたが、清中期には表面化することはほとんどなくなった。しかし、清末の政治的閉塞感から漢人の間に反満意識が形成されるようになった。太平天国では満洲人排除が政治主張に含まれ、1890年代になると明末の著作に刺激を受けて満洲人排除の潮流が発生してきた。清朝打倒を目指す革命運動家は反清復明思想を利用し、鄒容による『革命軍』などの著作が生まれ、知識人の間に広がった。孫文などの革命勢力は、満洲人を満洲（東北）へ追い出し、漢人の明朝が支配していた黄河・長江流域とその周辺地域に漢人の国家建設を目指そうとした。しかし、辛亥革命後は革命スローガンの「打倒韃虜」に因り警戒を引き起こした満族、モンゴル族、回族、チベット族を取り込むために漢族と合わせた「五族共和」を唱え始めた。

## 革命組織
辛亥革命は興中会（華南地区）、華興会（湖南地区）、光復会（蘇浙滬地区）及び後に成立した中国同盟会により実行された。この他共進会（長江流域）、文学社、同盟会中の丈夫団なども革命に関与している。中国同盟会は全国革命組織が緩やかに団結した連合体であり、同盟会会員は各地に様々な外郭組織を構築していた。
革命の代表的指導者には孫文、黄興、宋教仁、蔡元培、趙声、章炳麟、陶成章などが挙げられる。

### 政治主張
革命における主要な政治主張には清打倒と共和制政体の確立がある。1894年11月24日に成立した興中会は「満洲駆逐、中華回復、衆議政治の確立」を活動骨子に定めている。また1904年2月15日に成立した華興会でも「満洲駆逐、中華回復」を政治主張とし、1905年8月20日に成立した中国同盟会でも「満洲駆逐、中華回復、民国建国、地権平等」を綱領に定め、民族主義、民権主義、民生主義が唱えられた。革命団体が一線で活動を行う際には清朝打倒と中華回復を強調し、民衆の中に反満感情を扇動して、清打倒に主眼を置いた。清崩壊後にどのような政治制度が採用され、どのような社会改革が行われるかについては、当時の活動家は清崩壊後に改めて考慮するという立場を採用していた。

### 革命気運の高揚
1890年代、多くの知識人が武力革命によって清を打倒し、フランスやアメリカのような共和制を確立していこうと唱えた。初期の革命思想の大部分は海外に居住する留学生や華僑青年によるものが多かった。また最初の革命団体もまた海外で組織され、1890年には楊衢雲を中心とする輔仁文社が香港で成立している。孫文もまた1894年11月24日にサンフランシスコで興中会を結成、革命に必要な軍資金の調達を開始した。両者は1895年1月に香港で合併し、興中会の名称で活動を継続、同年10月26日には広州で初めての武装蜂起である広州起義を起こしているが、これは失敗に終わった。この事件により香港への入国が禁止された孫文はロンドンに活動拠点を移した。翌年には清による孫文誘拐事件が発生、国際的に報道されたことにより孫文の名が広く知れ渡ることになった。
1900年の義和団の乱で清の威信は失墜し、翌1901年に締結された北京議定書により列強の中国進出がより顕著となったことから、清国知識人の間に危機感が広がった。日清戦争以降増加していた日本への留学生は1904年には2万人を越えるようになった。当時の留学生の多くが官費留学生であったが、革命思想が留学生間に浸透し、留学生による各種団体が設立され、民主革命の必要性が広く訴えられた。留学していた革命参加者には章炳麟、鄒容、陳天華などがおり、彼らは後に国内革命組織の根幹を構成することとなる。1904年に日露戦争が勃発すると清朝は中立を宣言したが、その主戦場は清国の満洲であった。外国軍隊が自国領土内で戦闘を行う事態に救国の声が高まり、黄興が指導する華興会、陶成章及び蔡元培が指導する光復会を初め、江蘇の励志学会、強国会、四川の公強会、福建の益聞会、漢族独立会、江西の易知社、安徽の岳王会、広州の群智社等、各種団体が設立された。これらの革命団体は、相互に提携することは少なく地方色の強い個別運動であったが、清打倒と漢族による共和制による政権樹立を共通の目的としていた。当時は漢族による政権樹立が主眼に置かれたため18省での政権樹立を目指し、東三省、内蒙古、モンゴル、青海、西藏、新疆は当初活動範囲から除外されていた。これらの革命活動は反清を掲げる地下組織と提携する例もあり、華興会（湖南地区）は哥老会と、光復会（蘇浙滬地区）は青幇と、興中会（華南地区）は三合会とそれぞれ密接な関係を構築していた。
日露戦争での日本の勝利は、アジアの小国が大国を倒したことで世界中に衝撃をもたらし、清国の孫文やベトナムからも民族独立をめざす革命家が来日した。
1905年夏、孫文は日本で興中会、華興会、光復会等の各団体を団結させることに成功、8月20日に東京にて中国同盟会が組織され、「駆除韃虜、恢復中華、創立民国、平均地権」を定めた綱領が『民報』（旧名は華興会機関紙の『二十世紀之支那』、同盟会成立後に改称）上に発表された。同盟会は積極的な宣伝活動を行い、大衆への啓蒙を通じて革命運動を大衆運動へと拡大させていった。『民報』は章炳麟、陶成章らが主筆となり胡漢民、汪兆銘が執筆。康有為や梁啓超が主編した保皇派機関紙であった『新民叢報』と論戦を繰り広げた。
この他の革命団体は下記の通り。
共進会
1907年7月、同盟会の一部より長江流域での革命発動を行うべきと主張する劉揆一、焦達峰、張伯祥、孫武などが東京にて共進会を組織し、同盟会と共に武昌起義を指導していくこととなった。
日知会
1906年2月に劉静庵を代表成立、孫武、張難先、何季達、馮牧民など百名以上が参加し、後に同盟会湖北分会期間となった。
南社
1906年より江南地区では陳去病等により黄社、神交社、匡社等の文学団体が設立され、1909年に南社が誕生、文学作品を通した新思想の啓蒙が行われた。
文学社
1911年1月30日、振武学社は文学社と改名され、蔣翊武を社長、詹大悲を文書部長、劉復基を評議部長に選出した。文学社は新軍内部の青年軍人組織であり、革命思想の新軍内部への浸透と武器調達を担当し、武昌起義で指導的な役割を果たした。

### 革命構成員
辛亥革命は帰国した留学生や知識人のみならず、各会派に参加した一般群集、海外華僑、新軍兵士、地方士紳や農民など幅広い出自層による革命であった。

#### 新興知識人
新興知識人は海外で新知識を学んだ留学生と新式学堂で学んだ学生が主体である。科挙制度廃止後、清は西欧式教育を導入すると共に海外留学を奨励した。陶成章の提唱のもと、徐錫麟を初めとする多くの留学生が日本を始めとする海外で最新の軍事教育を受けて帰国している。
1900年代、清国では日本留学熱が高まり、辛亥革命直前には数万人が日本で留学していた。日本で学ぶ留学生の周辺には革命思想が浸透し、1905年の中国同盟会が東京で成立した際には90%以上の会員が日本で学ぶ留学生であった。また日本で軍事教育を受けていた同盟会会員による丈夫団も結成されている。日本留学した学生等は辛亥革命の中で大きな役割を果たし、指導者の孫文を初め、黄興、宋教仁、胡漢民、廖仲愷、朱執信、汪兆銘等の革命指導者の殆どが日本留学の経験者であった。

#### 結社参加者
清末期、各地で洪門天地会五房の長房青蓮堂、二房洪順堂、三房家后堂、四房参太堂、五房宏化堂または別の四川発祥の哥老会などの秘密結社が結成され、反清活動を展開した。これらの秘密結社に参加したのは地主士紳、農民、手工業工者、商人などであり、士兵を初めとする都市で生活する各階層の民衆や無頼漢によっても構成され、地主士紳階層が中心となり「反清復明」の思想を提唱した。
哥老会は華興会を、青幇は光復会を、三合会は興中会とそれぞれ親密な関係を構築し、孫文もかつては広東省由来の洪門二房洪順堂会派の致公堂の会員であった。1908年以前、革命人士はこれらの結社と緊密な連絡のもと武装蜂起の準備をすすめ、清打倒に重要な役割を果たした。

#### 海外華僑
海外華僑も辛亥革命の中で重要な役割を果たしている。海外華僑はそれぞれの居住地で同盟会に対する資金援助を行うと同時に、帰国後出身地で革命団体を組織、多くの武装蜂起に参加した。1894年11月、孫文がサンフランシスコで興中会を結成した際には20数名の華僑が参加している。また、黄花崗72烈士でも海外華僑が29名を占めるなど、少なからず華僑が参加している。

#### 新軍兵士
1908年以降、革命派の革命運動は群集運動から新軍内の同調者獲得に重点が移り、革命人士は新軍内で秘密裡に革命思想の普及に努めた。科挙制度の廃止により多くの青年知識人が新軍に加盟しており、文学社社長の蔣翊武を初め劉復基、詹大悲、王憲章、張廷輔、蔡大輔、王文錦などが当時の新軍内部のメンバーであった。

#### 士紳及び商紳
1907年9月から10月、清朝は資政院及び諮議局を設置、士紳及び商紳への参政の機会を提供した。1909年、新疆省を除く各省に諮議局が設置され多くの士紳、商紳が選挙により諮議局に選出され、各省の諮議局による間接選挙で資政院の民選議員（98議席）が選出された。地方士紳の政治力は地方政治の中で突出した地位を占めた。
これらの士紳、商紳は本来は立憲派であったが、その後発足した内閣が朝廷主導であったことに失望、武昌起義以降、立憲派も辛亥革命に参加するようになった。

#### 外国人
辛亥革命を支持する外国人も少なからず存在し、特に梅屋庄吉などの日本人による支援が顕著であった。東京で成立した同盟会を初め多くの革命団体が日本で組織・運営され、北一輝を初めとする日本人も同盟会に参加し、武装蜂起に参加した日本人にも多くの死亡者が出ている。

## 革命の準備
1895年から1911年にかけて興中会及び同盟会により合計10回の武装蜂起が実行された。これらの武装蜂起は短期間で失敗したが、革命思想を中国に普及させることにつながった。

### 第一次広州起義
1895年春、香港を中心とする興中会は第一次広州起義を計画、陸皓東により革命旗である青天白日旗がデザインされた。10月26日、孫文、楊衢雲は鄭士良、陸皓東を率いて広州に到着、武装蜂起による広州占拠の準備に入った。しかし計画は事前に清朝の知るところとなり、陸皓東は逮捕され命を失っている。「第一次広州起義」の失敗が宣言され、孫文及び楊衢雲は清朝の手配されるところとなった。香港当局は清朝の圧力により両名に5年間の入国を禁止、孫文の日本、アメリカ、ロンドン等への海外亡命生活が始まり、各地で革命の宣伝と活動資金の募金が行われることと成った。

### 恵州起義
1900年、義和団の乱が発生すると華北地方は無政府状態となったため、この機会に乗じて武装蜂起が計画された。6月、孫文と鄭士良、陳少白、楊衢雲及び宮崎滔天、平山周、内田良平などが横浜から香港に到着したが、イギリス当局により入国を拒否されている。9月25日、孫文は黒龍会の支援の下、下関を経て台湾に移動、台湾総督府民政長官と会談し、台湾総督府の広州武装蜂起の支持を獲得した。孫文は台北に武装蜂起司令部を設置、10月8日に孫文は鄭士良等に命じ恵州三洲田（現在の深圳三洲田）で武装蜂起を指示した（恵州起義、庚子革命、庚子首義、三洲田首義等）。決起軍の規模は2万人に拡大したが、台湾総督府官僚の態度が変化し、補給と軍人の参加の約定が覆されると、革命軍は物資補給に困窮し解散、間もなく清により失敗宣言が出された。この武装蜂起では史堅如、山田良政などが命を落としている。孫文は決起失敗後に日本当局により日本に移送されている。

### 黄岡起義
1907年5月、革命党及び三合会の許雪秋、陳芸生、陳涌波、余紀成により武装蜂起が決行され、黄岡城（現在の潮州饒平県）の占拠に成功した（黄岡起義）。許雪秋、陳芸生はシンガポール華僑であり、シンガポールで同盟会に参加していた。黄岡起義後、清朝は潮州総兵黄金福を派遣して武装蜂起を鎮圧にあたった。この結果、革命党員200名が殺害され、6日間で黄岡起義は失敗した。

### 第2回恵州起義
1907年、黄岡起義が発生するとそれに呼応すべく孫文は恵州に人員を派遣して武装蜂起を指示した。6月2日、鄧子瑜と陳純等少数の三合会は恵州から20里ほど離れた七女湖で清軍の武器を強奪、5日に泰尾に侵攻し清軍守備兵を撃退すると楊村、三達、柏塘等で清軍を撃破した。これに対し帰善、博羅、龍門各地の会党も武装蜂起に呼応、革命軍は200余名の規模となった。清水師提督李准は革命軍鎮圧に出動している。その後黄岡起義が失敗すると革命軍への支持が失われたため梁化墟にて革命軍は解散、一部香港に、大部分は羅浮へと逃れている。

### 安徽起義
1907年7月6日、光復会の徐錫麟は安徽省安慶で武装蜂起を決行した。徐錫麟は安徽巡警処会弁兼巡警学堂監督を務めており、学校卒業式の当日で巡撫恩銘を視察した後に学生を率いて革命軍を組織し、戦闘が開始されたが、4時間の激戦の末に革命軍は崩壊、徐錫麟も捕えられた後に処刑されている。

### 欽州起義
1907年8月、広東省欽州（現在は広西に属す）の那彭、那麗、那矺三郷で民衆反乱が発生した。孫文は会党指導者王和順を「中華国民軍都督」として連絡役とし、9月には欽州の占拠を計画したが失敗、王和順はベトナムに帰還している。

### 鎮南関起義
1907年12月2日、黄明堂は孫文の指導を受け入れ「鎮南関都督」の名目で中越国境の鎮南席砲台を攻撃した。孫文、黄興、胡漢民なども自ら砲台攻撃作成に参加している。広西提督調陸栄廷は4000の軍勢により革命軍を包囲、革命軍は山間部に退いた。鎮南関起義失敗以降、清朝は孫文等に対する捜索を安南に拡大したため、孫文はシンガポールに移動、武昌起義成功まで中国に足を踏み入れることはなかった。

### 欽州、廉州起義
1908年2月、黄興はベトナムを本拠地に200名の勢力により広東欽州及び廉州の計画、14日の作戦が行われた。

### 河口起義
1908年4月、雲南省河口での武力蜂起が計画され、4月30日に黄明堂がベトナムより雲南河口に侵攻、黄興も指揮に加わっている。しかし5月26日に清軍により河口が陥落すると一部の参加者はベトナムに撤退している。

### 庚戌新軍起義
1910年2月12日、黄興、胡漢民及び新軍内の倪映典は広州警察と新軍との衝突に乗じ、広州新軍を組織し武装蜂起を行った。しかし、戦死者100余名、逮捕者100余名を出し、100名以上の参加者が香港に撤退し、武装蜂起は失敗した。

### 黄花崗起義（第二次広州起義）
1910年11月13日、孫文はマレー半島のペナンに趙声、黄興、胡漢民、鄧沢如等を召集し、同盟会の行動方針を決定する会議を招集した。それまで会党が地方での武装蜂起を行ったが全て失敗した。革命の停滞期であったことから広州での武装蜂起を決定、清軍との全面対決方針を決定した。
1911年4月、趙声、黄興等は広州で武装蜂起を指揮、革命軍と清軍の間で激しい市街戦が展開され、重火器を保有し火力に勝る清軍の前に革命軍は崩壊、武装蜂起は失敗した。

### マレー半島での革命活動

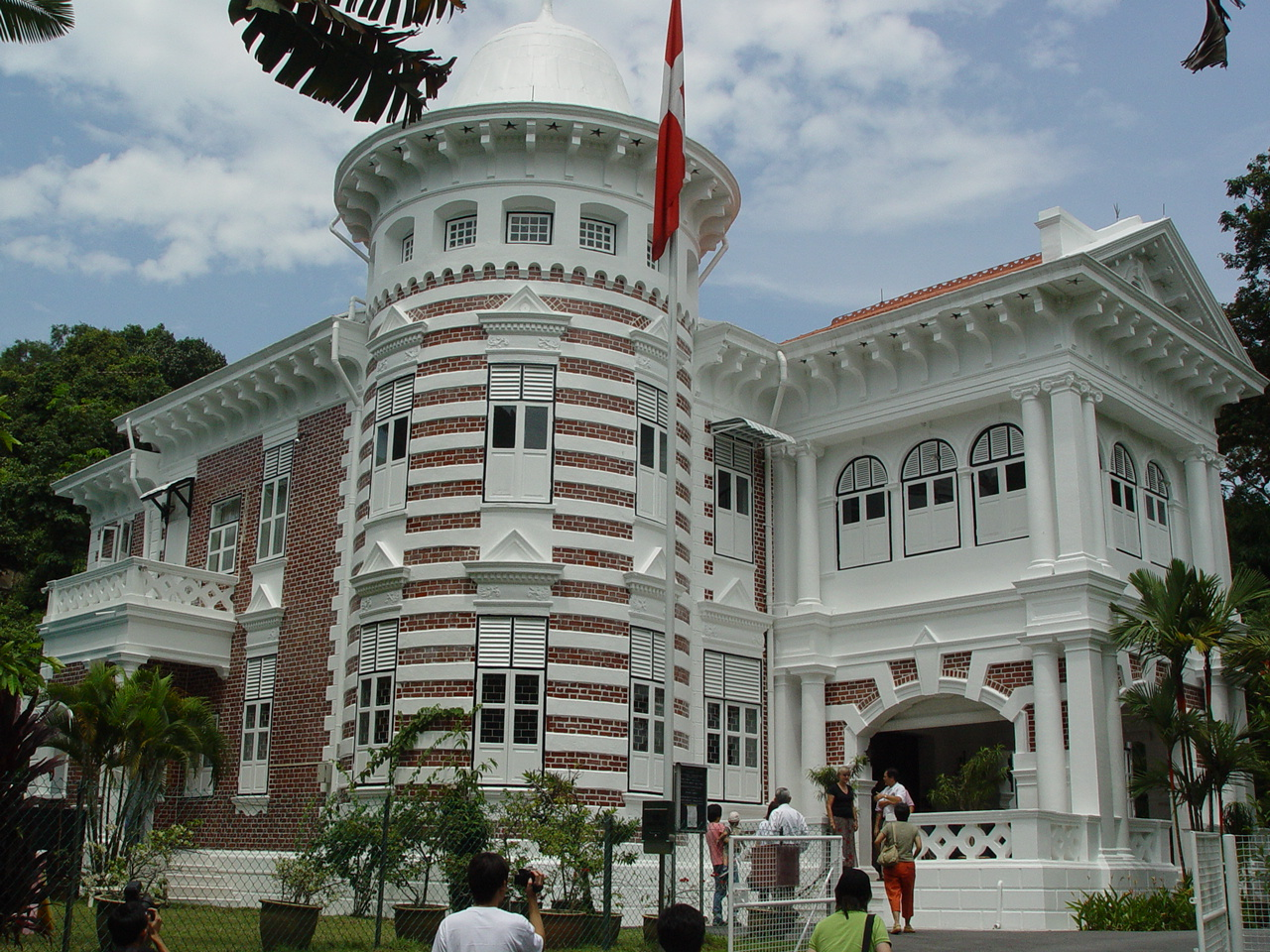
1911年12月16日、孫文と軍事顧問であった荷馬李は陳金鐘大廈に滞在した。孫文最後のシンガポール滞在である。

マレー半島での革命活動はマレーシアとシンガポールでの辛亥革命関連の活動を意味する。当時のマレー半島は中国本土以外で華人人口が最も密集し経済的にも発展していた。孫文は数度にわたりマレー半島を訪問し現地の華人に対し革命への参加を呼びかけ、多くの華人から支持を受けていた。そのためマレー半島は革命活動の主要活動地域の一つとされる。
マレーシア及びシンガポールにおける孫文及び同盟会の革命活動は順風満帆なものではなかった。外交関係の視点からではイギリス植民地政府と清朝が外交関係を維持し、シンガポール及びペナンに領事館を設置して革命活動を阻止していたことがある。また別に清朝は外交官や特使をマレー半島各地に派遣し、これら清朝官僚も現地華人より歓迎を受けていた。これらの官僚来訪の目的は現地華人による清朝政府支持の獲得と、売官による現地華人の懐柔であった。当時胡漢民は満人の下の小官が南洋に赴き自らを3代にわたる高官であると吹調して現地華人の尊敬を集め、またマレー半島の華人が保守的であるため、保皇党の康有為が現地華人の支持を集められるものであると述べている。
康有為を中心とする保皇党と孫文を中心とする革命党による共和制樹立の思想上の隔たりは大きく、当時、両派はマレー半島で大規模な論争を展開していた。保皇党と革命党はそれぞれ自らの新聞を発行し、立憲君主制と民主革命の課題の進行に激しい舌戦を繰り広げた。この論戦の中、現地華人の上流階級は自らの財産に影響を与えず、既得権益を守るために保皇党を支持し、商人、教育者、労働者などの中下層階級市民は革命党を支持した。筆戦はシンガポールで開始され、保皇党支持の新聞として『叻報』、『星報』及び『天南新報』が、革命党支持の新聞として『中興日報』と『総匯新報』が発行された。当時『叻報』と『中興日報』及び『総匯新報』の筆戦はマレー半島中国語新聞による最初の論戦となった。マレーシアでは1906年に黄金慶が『檳城日報』を創刊し、革命党によるペナン最初の新聞となった。また1910年12月10日、孫文、陳新政、荘銀安等によりペナンで『光華日報』が創刊され、マレーシアにおける革命党機関紙のみならず、新聞史上もっとも歴史の長い中国語新聞となっている。

## 武昌起義
1911年3月、武漢新軍内部に文学社が組織された。共進会は陸軍第八鎮第16協第32標に集中して会員を集め、武昌起義の段階で5,000名の兵士が文学社及び共進会に加入し、新兵総数の3分の1に達した。文学社と共進会は新興知識層による革命組織であり、新軍兵士は革命の潜在力となるため、両者は新軍兵士を主要な工作対象とした。
1911年5月9日、清朝は鉄道の国有化政策を実施し、民間資本により建設された粤漢線、川漢線の買収を発表した。国有化政策は湖南、湖北、川、四川の民衆の反発を招き、四川省が中心となり保路運動
が展開された。
6月17日、四川民間各団体により“四川保路同志会”が結成され、四川諮議局議長の蒲殿俊が会長に、副議長の羅綸が副会長に選出され、各種宣伝活動や北京への請願運動が実施された。8月5日、成都で川漢線鉄道会社の臨時株主総会が開催、8月24日には市民によりゼネストが実施、9月1日には川漢鉄道会社の株主総会の指導のもとに「抗糧抗捐活動」が実施された。9月7日、四川都督の趙爾豊は保路同志会の指導者を拘束、鉄道会社と同志会を押さえ込みを行った。この措置に激昂した民衆は総督衙門で請願行動を起こすと、趙爾豊は清兵に発砲を命令、請願行動中の市民30名が射殺される成都血案が発生した。9月8日、成都近郊の農民は同盟会及び会党組織である哥老會の指導の下に保路同志軍を組織して武装蜂起、省城を包囲し、清兵との交戦が行われると、付近の住民も参加し、数日の内に20数万の規模となった。9月25日、同盟会会員の呉玉章、王天傑等は栄県の独立を指導している。清朝は民衆による武装蜂起と成都包囲を知ると端方に湖北新軍の一部を指揮させて四川での革命運動の鎮圧を命じた。

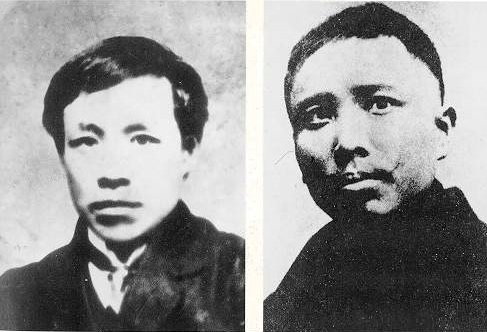
蔣翊武（左）と孫武（右）

湖北新軍は張之洞による訓練された“鄂軍”であり、中級軍官以下多くの人材が官費で日本に留学していた影響もあり、革命党の影響力、特に共進会及び文学社の影響を強く受けていた。保路運動が民衆蜂起に変化した後、命令を受けた端方は湖北新軍を率いて四川鎮圧に向かったが、それにより武漢の清朝勢力が弱まったことを好機と捉えた革命党人士は革命蜂起の絶好の機会と捉えた。
1911年9月24日、文学社と共進会は武昌で双方の責任者と新軍代表60余名で会議を開催、武装蜂起の統一指揮部（起義総指揮部）を組織、文学社の蔣翊武が総指揮に、共進会の孫武が参謀長に、同じく共進会の劉公が政治準備局総理に選出された。起義総指揮部は武昌小朝街85号文学社機関に、準備局は漢口ロシア租界宝善里14号に設置され、1911年10月6日（旧暦8月15日）に武装蜂起が確認されたが、準備不足により10月16日に延期された。
10月9日、孫武はロシア租界で爆弾を製造している際に爆発事故が発生、孫武が負傷、ロシア当局の調査を逃れるために逃亡したが、武装蜂起の文書や旗などが押収され、秘密工場の隣に居住していた劉公自宅より劉公の弟である劉同が連行された。湖広総督の瑞澂がこの事件の発生を知るや全市に警戒命令を発し、革命党関係者の逮捕に当った。文学社の蔣翊武は清朝当局の動きを知り、予定を早めて武装蜂起を決定、各方面に文書を送付した。9日夜、彭楚藩、劉復基が起義総指揮部で逮捕、楊宏勝が弾薬輸送中に逮捕され、10月10日深夜に3名は斬首されている。

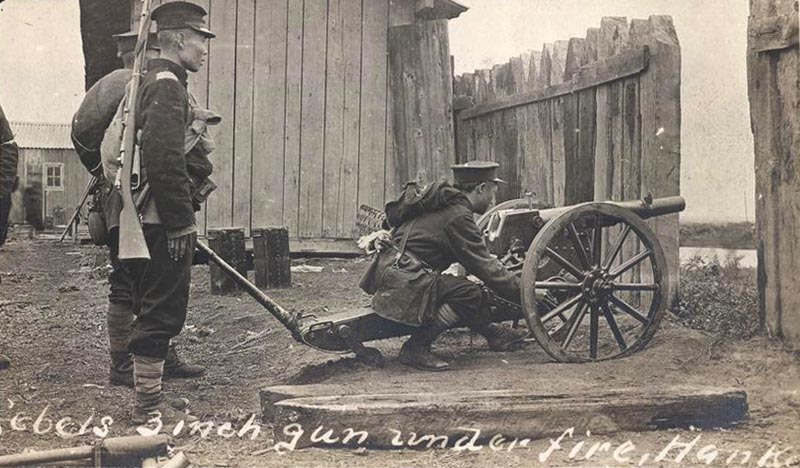
武昌起義での革命軍砲兵

新軍工程営後隊正目（班長に相当）の熊秉坤等は予定を早めて蜂起することを決定、隊官の呉兆麟を決起軍臨時総指揮、熊秉坤を参謀長とすることを決定した。1911年10月10日20時（この時間は正確な考証を経たものではない）、程正瀛による武昌起義は発動され、決起兵士は軍の武器庫を襲撃、深夜になると文学社及び共進会の影響を受けた大部分の兵士が呼応した。呉兆麟、熊秉坤は決起部隊を指揮して総督府を攻撃、南湖砲隊の砲撃の下、夜明け前には総督衙門を占拠、湖広総督・瑞澂は逃亡した。
10月11日未明、決起軍は湖北省諮議局大楼会議室に集結し、新軍八鎮十五協二十九標二営司務長の蔡済民により会議が招集され、軍政府の組織と都督人選が議論された。革命党の呉醒漢、徐達明等10数名以外、湖北諮議局議長湯化竜、副議長張国溶及び議員、旧軍官呉兆麟が参加した。会議は湯化竜が議長となり進行し、呉兆麟により第21混成協統領黎元洪を都督とすることが提案され、立憲派により承認された。この時革命党勢力は黄興、宋教仁は武昌におらず、彭楚藩、劉復基、楊宏勝は被害を受け、孫武は爆発事故で負傷、蔣翊武は逃亡中であったことより他の有力な提案が行われず、黎元洪を都督、湯化竜を民政総長（一説には総参謀とも）に選出することが決定した。

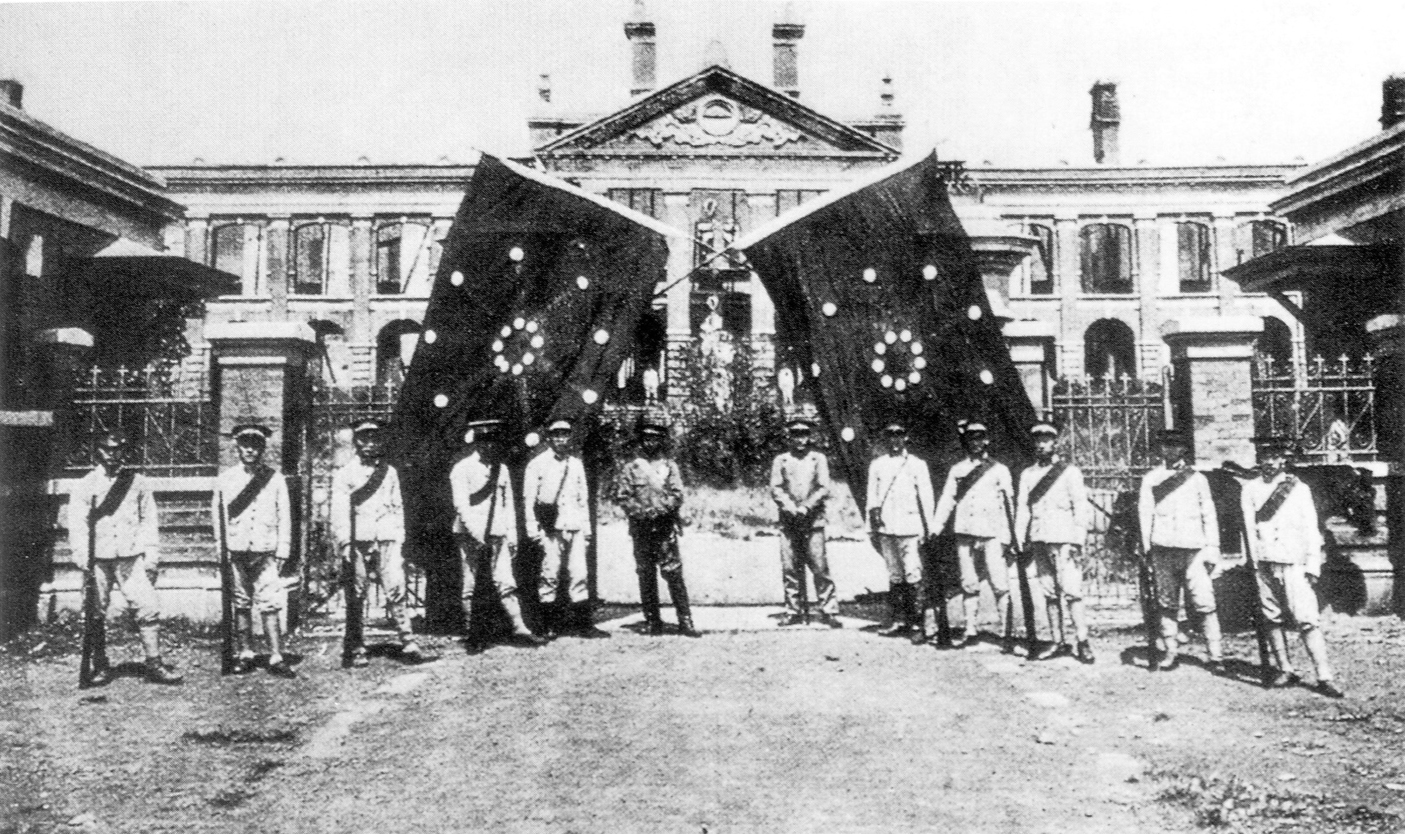
10月11日、中華民国軍政府鄂軍都督府の成立

11日午前、武昌全域が決起軍の支配下に置かれ、夜には謀略処が設置された。謀略処により中華民國軍政府鄂軍都督府（湖北軍政府）の成立が宣言され、同時に軍政府の檄文と『安民布告』が発表され、国号を中華民国と改め、清朝の年号である宣統を廃止して黄帝紀元の採用を発表、宣統3年を黄帝紀元4609年とした。軍政府は参謀部、軍務部、政事部、外交部を設置、諮議局大楼を事務所とし十八星旗を軍旗とした。謀略処は軍政府名義により『布告全国電』や『通告各省文』などの電信を全国に発信している。
10月12日、革命党人である第二十一混成協第四十二標士兵胡玉珍、邱文彬、趙承武等は漢陽で武装蜂起を決行、支配下に置くと、趙承武は漢口を攻略、ここに武漢三鎮は革命勢力下に置かれることとなった。

## 武昌起義後の発展

### 各省の呼応
武昌起義の成功後、清は北洋軍を派遣し武漢三鎮江北漢口及び漢陽を攻撃、以前罷免されていた北洋軍の袁世凱が再び召還され北洋軍内部の人心動揺を抑えた。革命軍は陽夏防衛戦を展開したが北洋軍に敗北、11月27日には江南武昌に撤退している。47日間の作戦の中で1万人強の死傷者を出したが、武昌防衛を堅持していた。その間に中国14省が次々と清朝からの独立を宣言し、内地十八省中で清朝の統治が及ぶのは甘粛、河南、山東（途中で独立取消）、直隷のみとなり、独立した各省では一部が革命党の主導を受けたほか、大部分は諮議局メンバーによって政治運営が行われた。一方、清朝は直隷、河南、山東、甘粛と清朝の本拠地満洲の東三省（奉天、吉林、黒竜江）を掌握していたほか、内モンゴル王公たちも清朝支持を表明しており、北方では依然として勢力を保っていた。
10月22日、湖南共進会の焦達峰、陳作新は会党及び新軍で組織した部隊を率いて長沙で武装蜂起を決行、湖南巡撫余格誠を敗走させ、巡防営統領黄忠浩を斬首している。決起軍は中華民国湖南軍政府の成立を宣言、焦達峰を都督、陳作新を副都督とし『討満清檄文』を発表している。
10月22日同日、陝西同盟会の井勿幕、銭鼎、景定成は陝西袍哥会と連絡して会党と新軍の革命メンバーが協力し、同時に武装蜂起、2日間の戦闘の後に西安を制圧、護理巡撫銭能訓は逃亡、西安将軍文瑞は自殺し、決起軍により秦隴復漢軍政府の成立が宣言され、日知会の旧会員であり新軍隊官の張鳳翽が都督に選出された。
10月23日、江西同盟会の林森、蔣群、蔡蕙等は九江の新軍での武装蜂起を実行、独立宣言を行った。翌日には九江軍政分府が成立し、第二十七混成協第五十三標標統の馬毓宝が九江軍政分府都督に選出された。
10月29日、山西同盟会会員、新軍標統の閻錫山は姚以階、黄国梁、温寿泉、趙戴文、南桂馨、喬熙等の人と協力し、新軍により太原起義を発動、山西巡撫陸鍾琦を殺害して山西軍政府の成立を宣言、閻錫山を都督に選出した。しかし12月12日に曹錕による反撃により太原から撤退している。
10月29日同日、直隷では灤州兵諫が発生した。新軍第二十鎮統制張紹曽と第三十九協協統伍祥禎、四十協協統潘矩楹、第二混成協協統藍天蔚、第三鎮第五協協統盧永祥等が協力し、直隷灤州より清朝政府に対し最後通牒要求12条を提出し、年内の国会開設と憲法草案の起草、責任内閣制の採用と皇族の国務大臣就任の制限を求めている。
10月30日、雲南同盟会の李根源は新軍標統蔡鍔、羅佩金及び唐継尭等と協力し新軍による重九起義を発動、翌日には昆明を占拠して雲南軍政府が成立、雲貴総督李経羲を送還し、蔡鍔を都督に選出した。
10月31日、南昌同盟会の蔡公時は新軍による武装蜂起を実行、江西軍政府が成立し李烈鈞を都督に選出した。
11月3日（旧暦九月十三日）、上海同盟会、光復会、上海商団の陳其美、張承槱、李平書、李英石、李燮和等は上海で武装蜂起を決行、張承槱、劉福標等が組織した青幇洪幇による決死隊、李平書と李英石による上海商団の武装集団、李燮和と連絡を取った呉淞地区で蜂起した軍・警察蜂起部隊の朱家驊、徐霽生等により組織された中国敬死団がその中心となった。4日には江南制造局を占拠、上海光復が実現している。8日に中華民国軍政府滬軍都督府が成立、陳其美を都督に選出した。
11月4日（旧暦九月十四日）、貴州革命党の張百麟を中心として新軍及び陸軍学堂学生により武装蜂起が実行され貴陽を占拠、大漢貴州軍政府が成立し、貴州新軍第一標教官兼講武堂堂長、陸軍小学堂総弁の楊藎誠を都督、趙徳全を副都督に選出した。
同日深夜より未明にかけ、杭州に駐在する新軍第二十一鎮第八十一標標統代理朱瑞（浙江光復会会員）、隷下部隊の軍官呂公望（同盟会会員）、同盟会会員の新軍第八十二標周承菼および隷下部隊の軍官呉思豫、蔣百里、蔣百器、楊廷棟、呉肇基、光復会の王文慶は上海より漁民120名からなる決死隊（長：蔣介石、同盟会）を率いて武装蜂起を決行、杭州を攻撃した。陸軍警察（憲兵）執事官の童保暄（浙江光復会会員）は城站に臨時総司令部を設置、童保暄が臨時総司令官、葛政恩、黄雲秀が参謀となった。朱瑞に指揮された第八十一標第一、二営は旗営を包囲、第三営（兪煒）及び決死隊第4隊（長：王金発、光復会）は保国寺軍機局と附属陸軍小学を、砲兵営は隍山を占領。葛敬恩の指揮する騎兵連は総司令部の掩護を担当した。顧乃斌率いる第八十二標第三営 と決死隊主力（張伯岐率いる第1、2隊、董夢蛟率いる第3隊）、尹鋭志（光復会、女性）等は撫台衙門を、第5隊は旗城門下を占拠、楊廷棟が兵を率いて巡撫府を包囲、巡撫増韞を捕虜とした。翌5日午後に代表署理として杭州将軍德済が軍政府に投降し、革命勢力は杭州を支配、浙江革命軍を名乗り、周承菼が総司令に就任、都督には童保暄を立てる予定であったが、最終的に立憲派であった浙江諮議局議長の湯寿潜を都督に選出した。
11月5日、江蘇省の立憲派及び紳商は江蘇巡撫程徳全に対し蘇州の独立宣言を要求、江蘇革命軍政府が成立し程德全が都督に就任した。
同日、安徽同盟会の呉暘谷等は標炮営を指揮し武装蜂起、省城安慶を攻撃した。立憲派勢力は安徽巡撫朱家宝に対し独立を勧告、11月8日に安徽諮議局は独立を宣言、朱家宝を都督に、王天培を副都督に選出した。
11月6日、広西諮議局在は省城の桂林で清朝からの離脱独立を決定、広西の独立を宣言した。当初は清朝巡撫沈秉堃が都督とされたが、数日後に清軍提督陸栄廷が政変により都督に就任している。
11月9日、福建同盟会の鄭祖蔭、彭寿松、許崇智、陸軍第十鎮統制の孫道仁等により福州で武装蜂起した。清朝総督松寿は自殺し、11月11日に福建での光復が宣言されて福建軍政府が成立、孫道仁を都督に選出した。
10月末、広東同盟会会員の陳炯明、鄧鏗及び彭瑞海等は広東化州、南海、順徳、三水などで民間軍による武装蜂起を決行、11月8日には胡漢民の勧告の下、広東水師提督李准及び陸軍第二十五鎮統制竜済光らにより両広総督張鳴岐に各方面の代表を召集させ広東の独立問題を協議、翌日広東独立が決定された。11月9日、陳炯明は徽州を占拠、同日広東の独立が宣言されて軍政府が成立、胡漢民を都督に、陳炯明を副都督に選出した。
11月12日、山東煙台同盟会の欒鍾堯、宮錫徳等の「十八豪傑」と称される同盟会会員により武装蜂起が決行され、煙台海防営を占拠した。煙台道台徐世光は武装蜂起を知ると家族を連れ海関税務司のイギリス人マイヤー公館に保護を求め青島に逃亡、煙台の独立が宣言されて山東軍政府が成立、陳其美が都督に選出された。11月13日、山東革命党の丁惟汾の勧告と陸軍第五鎮統制賈賓卿等中下級軍官らの強い圧力の下、山東巡撫孫宝琦は山東の独立を承認、孫宝琦を都督に選出しているが、11月24日に孫宝琦は独立を取り消すなどの混乱が続いた。
11月17日、寧夏同盟会支会は寧夏会党による武装蜂起を決行、23日に銀川で支那寧夏革命軍政府が成立した。
11月22日、重慶では大漢蜀北軍政府が成立、27日は四川鄂軍により督弁鉄道大臣の端方を殺害している。
11月22日、成都四川官紳代表大会は四川独立を宣言、大漢四川軍政府が成立、立憲党の蒲殿俊を都督に選出した。26日、四川総督趙爾豊は独立文書を発表、政治権力を軍政府に移管した。

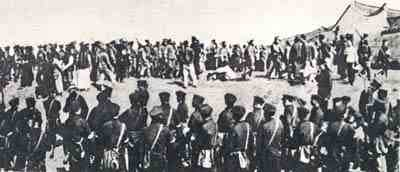
革命軍に投降する清軍

11月8日、同盟会会員の指導により陸軍第九鎮統制徐紹楨は南京城外60里の秣陵関で武装蜂起を宣言した。徐紹楨と上海都督・陳其美及び江浙聯軍の協議により連合軍を組織して南京を攻略することを決定、徐紹楨を江浙聯軍総司令に任命、11月11日に江浙聯軍司令部が鎮江に成立した。11月24日から12月1日（旧暦9月11日）、徐紹楨の指揮の下、後に黄興も指揮に参加し連合軍は烏龍山、幕府山、紫金山、雨花台、天保城等の拠点を占拠した。両江総督張人駿と江寧将軍鉄良は同日夜に日本軍艦に逃亡し上海へ亡命。12月2日に南京城を攻略、これにより長江以南の地域はすべて革命軍の支配下に置かれることになった。3日、宋教仁の提案で都督府は蘇州から南京へ移転。
12月2日、駐漢口イギリス領事の斡旋により武漢革命軍と清軍の間で停戦協定が成立した。
1911年12月28日、迪化にて新疆督練公所教練官の劉先俊らが挙兵するも、新疆巡撫袁大化によって鎮圧され、劉ら主要メンバーは処刑される。1912年1月7日午後12時ごろ、伊犁混成協統領楊纘緒（イリ革命党）、同執事官李輔黄、書記官馮特民、鄧宝珊（同盟会）、哥老会回族首領馬得元らが霍城県の恵遠城将軍署および南北の軍械庫を襲撃した。袁大化は新疆提法使楊増新にこれを鎮圧させようとしたが、楊は迪化に駐屯したまま動こうとしなかった。軍械庫では激しい応戦が行われ戦線が膠着したため、前伊犁将軍の広福により停戦交渉が行われた。伊犁将軍志鋭は処刑され、1912年1月10日、伊犁革命臨時政府の成立が宣言された。広福が臨時政府都督就任、楊纘緒が総司令部長、賀家棟が参謀部長、李輔黄が前敵総指揮に就任。3月、袁大化が新疆都督に就任するも1か月で辞任、後任の袁鴻祐も就任直前に暗殺され、代わって就任した楊増新による新疆統治が16年続くことになる。

### 中華民国の成立

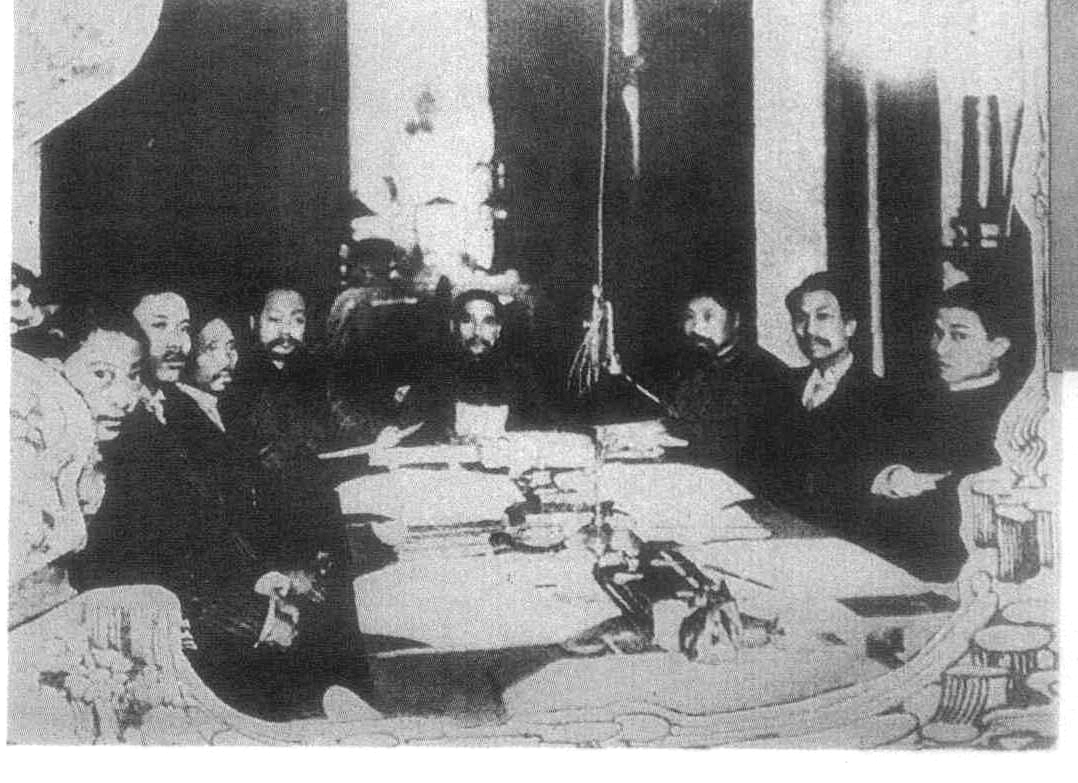
中華民国臨時政府の一次内閣閣議

11月1日、清朝政府は袁世凱を内閣総理に任命、海外華僑や留学生及び国内世論の間に袁世凱による初代大総統の気運が高まった。11月9日、黄興は袁世凱に書簡を送りナポレオンやワシントンの資格を持ってナポレオン、ワシントンの功績を作るべしとし、袁世凱に民主的に選出された総統となることを求めた。11月16日、パリ滞在中の孫文も国民軍政府に対し袁世凱の総統就任に同意の意向を示す電報を送信している。
1911年11月、黎元洪を首班とする武昌団体と上海都督陳其美、江蘇都督程徳全が代表する上海団体が同時に中央政府準備活動を展開した。11月9日、黎元洪は湖北軍政府都督の名義により独立した各省に代表を武昌に派遣し中央政府組織のための会議開催を呼びかける電報を、11月11日には上海都督陳其美、江蘇都督程徳全等の三省軍政府都督は各省代表に上海での同様の会議開催を呼びかける電報を発信している。11月15日、各省都督府代表聯合会が上海で開催され上海、江蘇、浙江、福建の省代表が参加、武昌団体は会議は武昌での開催を主張した。武昌で最初に発生した革命であったため多くの省代表は武漢に到着し、同盟会の主要指導者である黄興、宋教仁等も武漢に入っていた。結局上海団体の譲歩により、各省代表が武漢に集結することになり、30日に漢口で臨時中央政府組織及び『中華民国臨時政府組織大綱』制定のための会議開催が決定し、それと同時に上海にも各省1名の代表を駐在させ連絡機関を設置することが決定した。
11月21日、各省代表は次々に武昌に到着した。このときの漢陽は清軍の攻撃を受け陥落の危機にあったが、各省代表は30日にイギリス租界の順昌洋行で第1回会議を開催、14省の代表24名が参加し、譚人鳳が議長に選出された。会議では臨時政府成立以前は湖北軍政府が中央軍政府の職権を代行し、湖北軍都督が中央軍政府大都督を代行することが決定された。12月2日、臨時政府組織大綱の制定が決定、雷奮、馬君武、王正廷が組織大綱起草者に選出されると同時に、袁世凱の意向によっては臨時大総統に推挙することが確認された。12月3日、会議は3章21条で構成される『中華民国臨時政府組織大綱』を採択、即日全省代表の署名の下に公布され、南京を臨時政府の所在地とする、総統制による共和体制の方針が確認された。各省代表は7日以内に南京に集結、10省以上の代表が集結した場合は臨時大総統選挙を実施することも定められた。

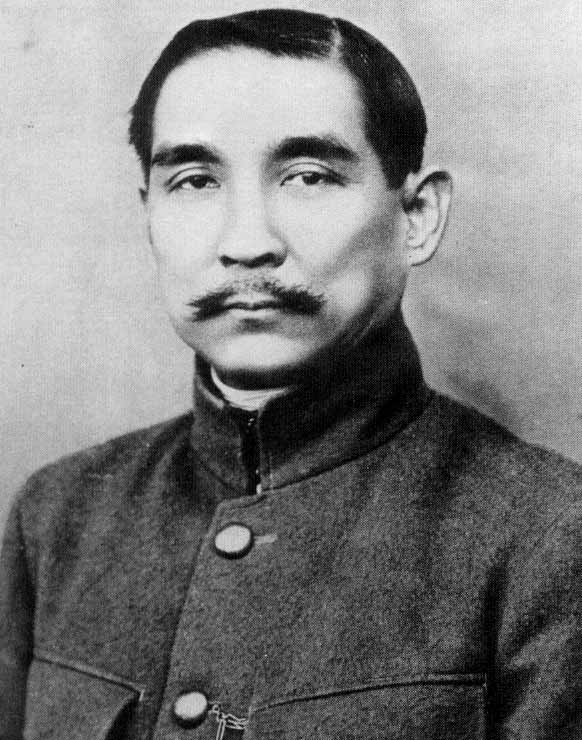
初代臨時大総統に就任した孫文

12月4日、宋教仁、陳其美等は上海における各省代表の沈恩孚、兪寰澄、朱葆康、林長民、馬良、王照、欧陽振声、居正、陶鳳集、呉景濂、劉興甲、趙学臣、朱福詵、さらに章炳麟、趙鳳昌、章駕時、蔡元培、王一亭、黄中央、顧忠琛、彭錫範などを召集し、上海江蘇省教育総会にて会議を開催、投票方式により孫文への帰国要請と政治参加を求める公電発信を決定、黄興を暫定大元帥、黎元洪を副元帥とし、大元帥による中華民国臨時政府の方針を求めた。しかし黄興は大元帥就任要請を強く固辞したため、17日には黎元洪を大元帥、黄興を副元帥とすることが決定した。議論が国旗問題に及んだ際には湖北代表は鉄星十八星旗を、福建代表は青天白日旗、江浙代表は五色旗を国旗と主張を行い対立したが、最終的には五族共和を代表する五色旗を国旗とし、鉄星十八星旗を陸軍旗、青天白日旗を海軍旗とする折衷案が採用された。
12月11日、上海と漢口両地方の17省代表が南京に入り、中央政府設置に向けた会議が続けられた。12月14日、各省代表は『臨時政府組織大綱』に基づき臨時大総統選挙を行う事を決定、黎元洪及び黄興の両派に分かれていた。12月15日、代表は袁世凱の共和制賛成の方針を獲得したため臨時大総統総統選挙は延期され、袁世凱への政治的期待が高まった。
12月25日、フランスのマルセイユより孫文が上海に帰国した。孫文は多くの革命団体より支持を受ける人物であり、臨時大総統就任が期待される人物であったため、立憲派及び旧勢力より孫文は袁世凱から臨時大総統の座を奪い取るものであると認識されていた。
12月28日、南京で臨時大総統選挙予備会議が開催され、29日に臨時大総統選挙が実施された。
臨時政府組織大綱第1条で「臨時総統は各省都督代表がこれを選挙し、投票総数の3分の2以上の獲得で当選とされ、投票権は各省1票」と規定されていた。選挙に参加したのは直隷、奉天、山東、山西、河南、陝西、湖北、湖南、江西、安徽、江蘇、浙江、福建、広東、広西、雲南、四川の17省45名の代表であり、孫文は17票中16票を獲得し、中華民国初代臨時大総統に選出された。

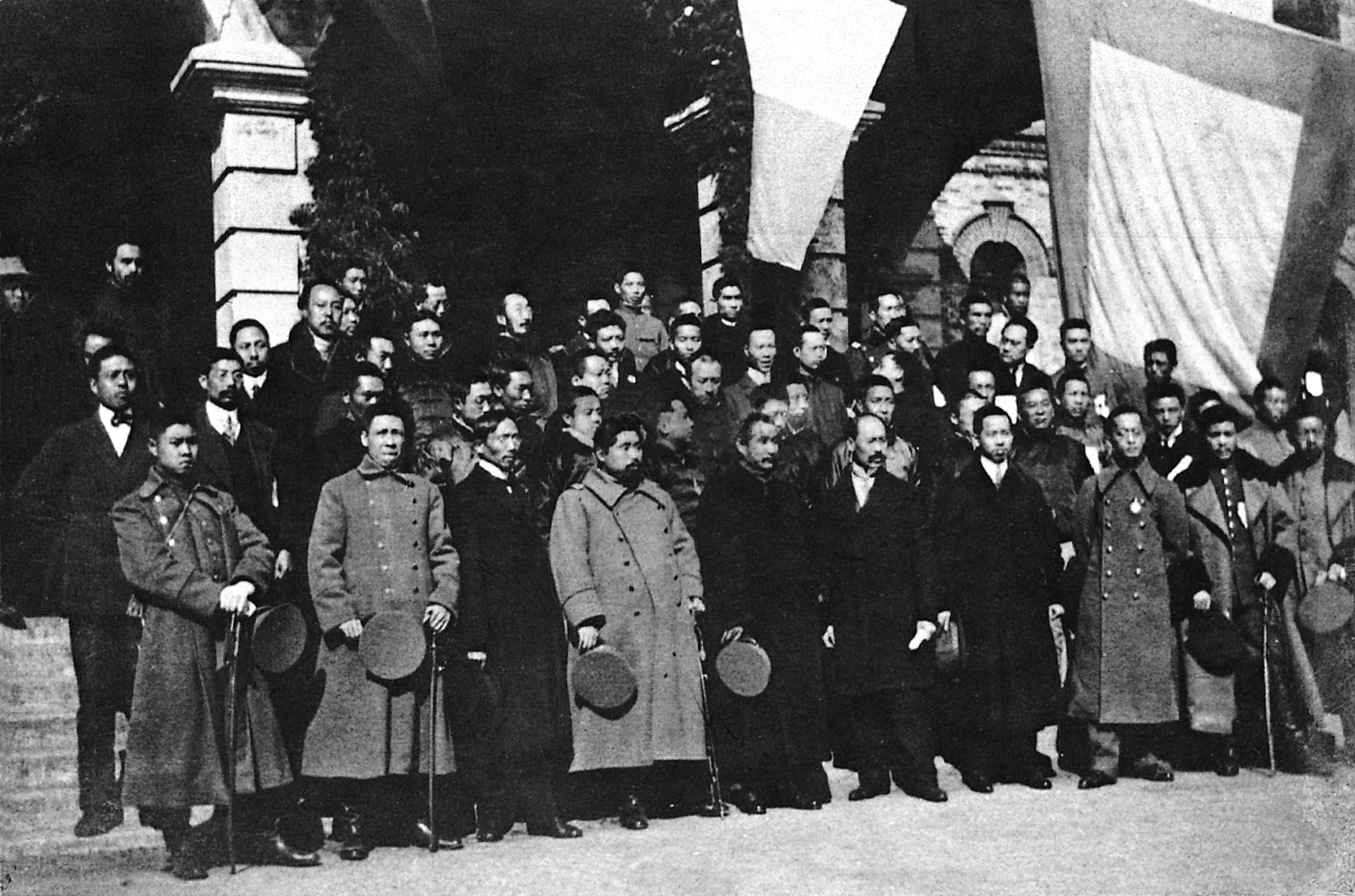
臨時参議院成立時の集合写真影

1912年1月1日、孫文は南京にて中華民国の成立を宣言するとともに、初代臨時大総統就任のための宣誓を行った。『臨時大総統職宣誓書』の中で国民主権の国家であり、漢満蒙回蔵諸民族による国家体制を強調している。1月2日、孫文は各省に陰暦の廃止と太陽暦の採用及び民国紀元の採用を通達し、1912年を中華民国元年とした。
1月3日、各省代表は黎元洪を臨時副総統に選出し、同時に孫文が提出した臨時政府各部総長、次長名簿を承認、ここに正式に中華民国臨時政府が成立した。
臨時政府は下部に10部を設け、陸軍部総長黄興（参謀本部総長兼任）、海軍部総長黄鍾瑛、外交部総長王寵恵、司法部総長伍廷芳、財政部総長陳錦濤、内務部総長程徳全、教育部総長蔡元培、実業部総長張謇、交通部総長湯寿潜が就任している。この他の人事としては総統府秘書長に胡漢民、法制局長に宋教仁、印鋳局長に黄復生が任命された。
1月11日、各省代表会議は南京を臨時首都とし、五色旗を中華民国の国旗と定め五族共和の象徴とした。1月28日、各省代表会議により臨時参議院が設置され、各省代表は参議院議員となり、林森と陳陶遺がそれぞれ正副議長に就任した。

### 清朝の反応と革命政府との講和

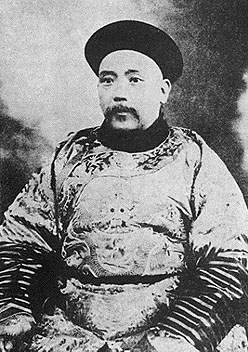
内閣総理大臣時の袁世凱

武昌蜂起の後、中国に権益を有す列強諸国は静観の立場を採り、清朝政府または革命政府の中での自己の権益に有利な政権を観察していた。
1911年10月14日、清は彰徳で病気療養中であった袁世凱を湖広総督としたが、袁世凱が病を理由に就任を固辞した。10月22日の湖南独立、10月23日の江西独立を受け、10月27日に袁世凱を欽差大臣に任命し北洋軍を率いて武漢進攻に着手した。10月29日に山西独立、同日に新軍第二十鎮による灤州兵諫の発生を受け、11月1日に清朝は袁世凱を内閣総理大臣に任命した。しかし11月2日に漢口攻撃した後は清軍の軍事行動を停止し、水面下で革命政府との講和協議が行われ、11月3日には清朝により『憲法重大信条十九条』が発表された。
11月13日、袁世凱が北京に到着して内閣総理大臣に就任、16日には責任内閣を組閣し、清朝の行政権が移譲されるとともに、各国の政府承認を受けている。
11月26日、袁世凱はイギリス駐漢口総領事ハーバード・ゴッフ（Herbert Goffe）を通して、民国軍政府及び各省代表に停戦、宣統帝の退位、袁世凱の総統就任の講和三条件を提示した。12月1日に双方は『武漢地区停戦協定』を締結、武漢地区は12月3日午前8時から12月6日午前8時までの3日間の停戦が実現し、停戦後は休戦交渉が行われた。
12月8日、袁世凱は唐紹儀を内閣総理大臣の全権代表として派遣、12月9日には唐紹儀は武漢に赴き黎元洪やその代表との会談を行い、同日各省代表は伍廷芳を停戦交渉の全権代表に選出した。
列強諸国の介入もあり、清朝政府代表の唐紹儀と各省代表の伍廷芳は上海イギリス租界で交渉を開始、その結果、袁世凱は宣統帝の退位を支持することを条件に、各省代表は袁世凱の中華民国大総統への就任を支持した。成立したばかりの共和国から内戦や外国軍隊の介入を未然に防止する観点からも、孫文もまた中国の統一と袁世凱を首班とする共和政府の樹立に同意している。
1912年1月1日、中華民国臨時政府が正式に成立、孫文が臨時大総統に就任した。1月2日、孫文の臨時大総統就任を知ると、袁世凱は唐紹儀の交渉代表資格を停止している。
1月16日、袁世凱は朝廷からの帰路、東華門丁字街で同盟会京津分会組織の爆弾による暗殺計画に遭遇している。この暗殺は失敗したが、17日に袁世凱は革命勢力に対し暗殺活動の停止を要求している。
1月20日、民国臨時政府は袁世凱に対し、皇帝の退位と優待条件を提示、1月22日に孫文は袁世凱が宣統帝の退位に賛成するのであれば自らは大総統職を辞任し、袁世凱の就任を要請する声明を発表した。地位が保証された袁世凱は清朝に対する圧力を強め、慶親王奕劻と那桐への政治工作、隆裕太后の寵愛を受けた太監である張蘭徳に賄賂工作を行い、「時局の大勢は既に決し、もし革命軍が北京に到達すれば皇帝の生命の確保もおぼつかないが、退位することで優待条件を受けることができる」と退位を勧めた。
1月29日、清朝は朝議により宣統帝の退位を決定、2月3日には隆裕太后は袁世凱に全権を委任し、民国臨時政府との皇帝退位条件の交渉に当らせた。

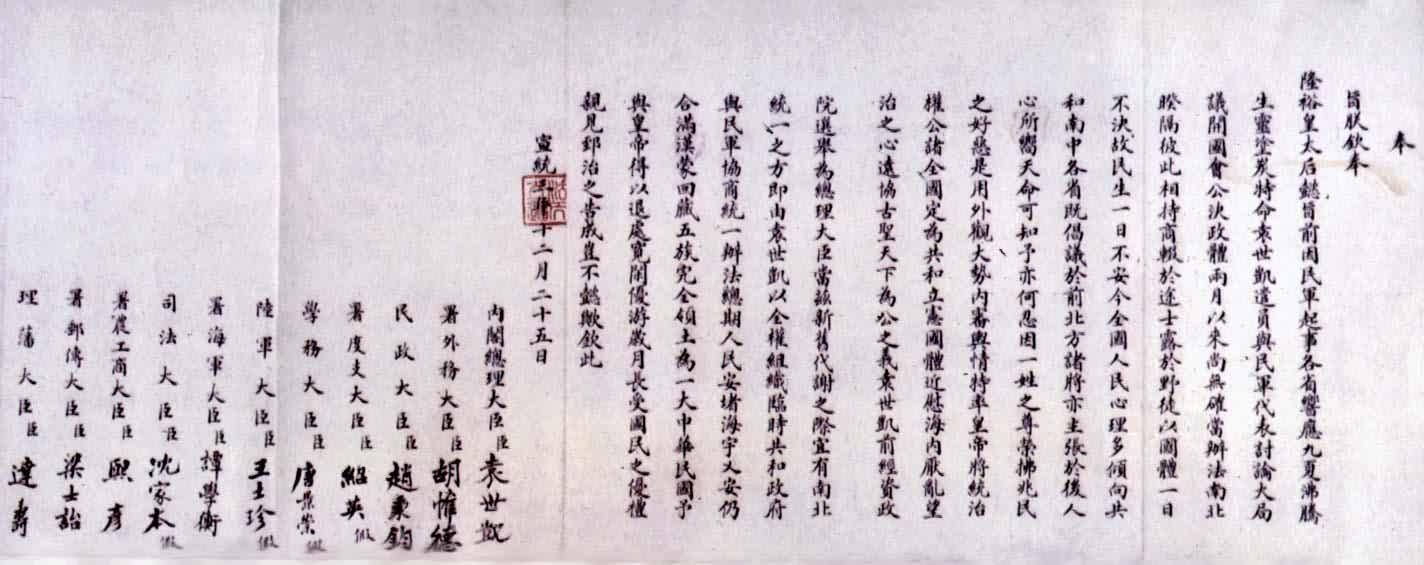
退位詔書

2月6日、臨時参議院は皇帝退位のための『優待条例』と張謇が起草した『退位詔書』を承認した。承認された優待条件は下記の通りである。
1. 大清皇帝尊号は今後も使用可能であり、民国政府により外国君主と同等の待遇を受ける。
2. 民国政府は毎年400万元を皇帝に支出する。
3. 皇帝は暫時紫禁城に居住し、後に頤和園に移る。
4. 清室の宗廟は民国政府により保護を受ける。
5. 光緒帝王の崇陵建設費用は民国政府が支出する。
6. 宮廷内の雇人は継続して雇用される。
7. 皇室の私有財産は民国国軍により保護される。
8. 禁軍は民国陸軍に編入する。

皇帝退位に伴う優待条件以外に清皇室及び満蒙回蔵各王族の待遇条件7条も同時に定められた。
日本の西園寺内閣は清と革命軍の妥協政策をイギリスに提案したが、イギリスは袁世凱と提携し、共和制中華民国を成立させた。日本陸軍は辛亥革命を進出の機会ととらえ、1912年1月、居留民保護のため漢口に日本陸軍中清派遣隊 (後に中支那派遣隊)を漢口に派遣し、1922年7月まで駐屯させた。歩兵四個中隊、7000人規模で北京天津の支那駐屯軍よりも大きいものであった。この時ロシア、イギリスも派兵した。
1912年2月には第一次満蒙独立運動を開始するが、イギリスに主導権をとられたことで失敗に終わった。日本陸軍は日英同盟への不信をつのらせ、他方、外務省と日本海軍は日英同盟を重視し、対立した。

### 宣統帝退位
2月12日、清朝内閣総理大臣袁世凱等の内閣勧告により宣統帝の母后である隆裕太后は清皇室への優待条件を受け入れ、『宣統帝退位詔書』を発布、宣統帝の退位と袁世凱の中華民国臨時政府への権限移譲が行われた。この時に、有期限の元号は廃止され、1912年を元年とする無期限の民国紀元が施行された
『退位詔書』は張謇により起草、臨時参議院を通過したものである。しかし袁世凱により全権組織された共和政府という表現は袁世凱により追加されたものである。これにより清朝は滅亡し、2000年以上続いた中国における帝政は終に廃止された。

### 袁世凱の臨時大総統就任

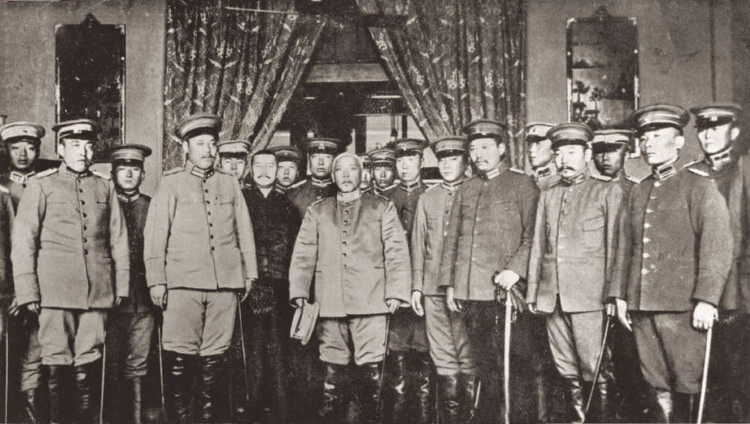
北京で第2代臨時大総統に就任した袁世凱

宣統帝退位後の1912年2月13日、孫文は辞表を提出し、臨時参議院に対し袁世凱の大総統就任を推薦した。2月15日、臨時参議院は袁世凱の第2代臨時大総統就任と南京を首都とすることを承認、3月8日には『中華民国臨時約法』を制定した。
3月10日、袁世凱は北京で中華民国第2代臨時大総統に就任、この直後より諸外国からの政府承認が中華民国に行われた。袁世凱は北京兵変を理由に北京に遷都している。
袁世凱は就任後強力な中央政府の保持に努め、一部革命者による各省の分離独立の動きを阻止している。同時に袁世凱は積極的に列強との間にモンゴル及びチベットに対する主権承認交渉を行っている。
これより1928年までの期間を「北洋時期」と称し、当該期間内の中華民国政府は「北京政府（北洋政府）」と称される。
1913年2月、『臨時約法』の規定に従い、中国史上初めての国会選挙である中華民国第1回国会議員選挙が実施された。選挙の結果は国民党が第一党の地位を占め、宋教仁を総理大臣とする内閣組閣準備が進められた。しかし3月20日、宋教仁が上海で暗殺された。この暗殺の背景には袁世凱の指示があったことから、7月には孫文により第二次革命が計画され、袁世凱に対する武装蜂起が実行されたが、程なく鎮圧されている。第二次革命を阻止した袁世凱は自ら皇帝を自称しようとしたが、支持を得られずに失敗し、間もなく病死した（中華帝国）。
袁世凱の死後、中国は軍閥割拠となり、孫文は広州で護法政府を組織し（第三次革命）、中国の政治情勢は分断と動乱の時代に突入した。

### チベット・モンゴル

#### チベット
辛亥革命に先立つ1906年から1910年にかけて、四川省の総督趙爾豊が、チベット東部地方一帯からラサに至る地域を制圧し、チベットの国主ダライラマ十三世は1910年、インドに亡命していた。
趙はカム地方 に西康省を設置し、また、「西蔵」 についても、ガンデンポタンを廃して建省しようと試みたが、1911年、武昌蜂起の報に接して、成都に帰還、革命派との抗争に敗北して死去した。
インドからチベットに帰還したダライラマ十三世は、チベットの独立を宣言し、中国の統治機構の一掃を指示、チベット軍はラサから中国軍を一掃したのち東進を開始、1蜀軍(＝四川軍閥)に代わりカム地方東部に進出してきた雲南軍閥と激しい戦闘を繰り広げた。1913年からイギリスも参加して開始されたシムラ会議が始まり、停戦が実現するが、その後もチベットの全域の回復を目指すガンデンポタンと、中国の地方軍閥(アムド地方 の中央部を掌握するイスラム教徒の馬歩芳とその一族、アムド地方の東南部とカム地方の東部を掌握する四川軍閥、カム地方の南部を掌握する雲南軍閥)とが対峙する形成が続く。

## 関連する作品
映画
- 孫文（中国語版）（1986年、中国、監督：丁蔭楠、出演：劉文治）
- 孫文（1986年、台湾・香港、監督：丁善璽、出演：ラム・ワイサン）
- ラストエンペラー（1987年、イタリア・中国・イギリス、監督：ベルナルド・ベルトルッチ、出演：ジョン・ローン）
- 宋家の三姉妹（1997年、香港・日本、監督：メイベル・チャン、出演：マギー・チャン、ミシェル・ヨー、ヴィヴィアン・ウー）
- 1911（2011年、中国・香港、総監督：ジャッキー・チェン、監督：チャン・リー、出演：ジャッキー・チェン、ウィンストン・チャオ）

テレビドラマ
- ラストエンペラー（1988年、中国、出演：陳道明、朱旭）
- 走向共和（2003年、中国）

小説
- 阿Q正伝（1921年、中国）